# ACT Music
ACT Music is een Duits platenlabel voor jazzmuziek, in 1992 in Hamburg opgericht door Siegfried Loch, voorheen een baas bij Warner International. In die periode bracht het meer dan 350 platen uit. De eerste ACT-plaat, "Jazzpaña" van Vince Mendoza met Arif Mardin was meteen een succes, het werd genomineerd voor twee Grammy-awards. 
Op het label kwamen platen uit van onder meer Bugge Wesseltoft, Iiro Rantala, Jessica Pilnäs, Gerard Núñez, Vijay Iyer, Rudresh Mahanthappa, Ulf Wakenius, Joachim Kühn, Jan Johansson, Leszek Możdżer, Nguyên Lê, Gwilym Simsock, Vladislav Sendecki, Josefine Cronholm, Thierry Lang, Geir Lysne, Solveig Slettajell, Esbjörn Svensson, Nils Landgren, Michael Wollny, Viktoria Tolstoy, Lars Danielsson, Wolfgang Haffner en Youn Sun Nah.
Het label is sinds 2003 gevestigd in München.